# Jakob Svartengren
Johan Jakob Svartengren, född 7 januari 1809 i Holmedals socken, Värmland, död 30 november 1863, var en svensk skolledare. Han var son till Peter Svartengren.
Svartengren blev student vid Uppsala universitet 1828 och filosofie magister där 1836. Han blev 1841 rektor för Uppsala privatgymnasium (lyceum), varmed han förenade en "studentfabrik" på det av honom inköpta Ärna i Uppsalas närhet, där han inrättade en helpension. Utöver sin pedagogiska förmåga var han även innehavare av betydande kroppskrafter och brukade ofta hårdhänta metoder i uppfostringssyfte. Han författade bland annat läroböcker i historia, Om grunderna för svenska språkets odling (1840) och Dikter (1840).